# Joanne Yapp
Pas d'image ? Cliquez ici

a Compétitions nationales et continentales officielles uniquement.

b Matchs officiels uniquement.
Joanne Yapp, née le 26 septembre 1979 à Shrewsbury (Angleterre), est une joueuse internationale anglaise de rugby à XV et internationale de rugby à sept, ayant occupé le poste de demi de mêlée à Worcester (en), devenu ensuite entraîneuse. 
Elle a été capitaine des Red Roses et a disputé trois Coupes du monde. Elle est ensuite sélectionneuse de l'équipe d'Australie féminine de rugby à XV.

## Biographie
Joanne Yapp naît le 26 septembre 1979 à Shrewsbury en Angleterre.

### Joueuse
Joanne joue toute sa carrière à Worcester (en). Elle débute en équipe d'Angleterre en 1997 et dispute trois Coupes du monde successives. Elle est capitaine des Red Roses lors de l'édition 2006.
En 2009, elle prend sa retraite sportive.

### Entraineuse
Elle entame sa carrière d'entraineuse à la tête de l'équipe d'Angleterre des moins de 20 ans pendant cinq saisons. Elle dirige également l'équipe universitaire d'Exeter pendant huit ans, remportant deux titres nationaux universitaires.
Pendant le Tournoi des Six Nations 2015, elle est responsable des trois-quarts anglaises pendant.
En 2019, elle intègre l'équipe technique des Worcester Warriors, en tant que spécialistes des skills. Deux mois plus tard, elle est placée à la tête de l'équipe et reste en place jusqu'à la liquidation du club en 2023.
Au mois de décembre 2023, elle est nommée sélectionneuse des Wallaroos. Elle est la première femme à occuper le poste, mais aussi la première à occuper le poste à temps plein. Elle prend ses fonctions au mois de février.

## Palmarès

### Joueuse
- Finaliste de la Coupe du monde en 2002 et 2006.
- Vainqueur du Tournoi des Six Nations.
- Joueuse anglaise de l'année 2003[10].

### Entraineuse
- Vainqueur du Championnat universitaire du Royaume-Uni en 2013 et 2014.